# Salvatiella islapascua
Salvatiella islapascua är en kräftdjursart som beskrevs av Brian Frederick Kensley 2003. Salvatiella islapascua ingår i släktet Salvatiella och familjen Munnidae. Inga underarter finns listade i Catalogue of Life.